# De Vlietberg
De Vlietberg is een buurtschap in de gemeente Berg en Dal in de Nederlandse provincie Gelderland.
De Vlietberg is ontstaan bij een oude steenfabriek in de Ooijpolder langs de Waal. Er staan acht huizen en er liggen acht woonboten. Op het oude fabrieksterrein is wat kleinschalige bedrijvigheid maar deze moet plaatsmaken voor natuur. Om het gehucht heen ligt het gelijknamige natuurgebied dat onderdeel is van de Ooypolder en deel uitmaakt van de Ecologische Hoofdstructuur.

## Geschiedenis
Tot en met 31 december 2014 was De Vlietberg onderdeel van de gemeente Ubbergen. Op 1 januari 2015 ging de plaats samen met de gemeente Groesbeek op in de gemeente Berg en Dal.